# Santa Cruz de la Sierra Challenger 1998
Il Santa Cruz de la Sierra Challenger 1998 è stato un torneo di tennis facente parte della categoria ATP Challenger Series nell'ambito dell'ATP Challenger Series 1998. Il torneo si è giocato a Santa Cruz de la Sierra in Bolivia dal 31 agosto al 6 settembre 1998 su campi in terra rossa.

## Vincitori

### Singolare
Gastón Gaudio ha battuto in finale  Luis Morejon con il punteggio di 6–2, 6–3

### Doppio
Marcelo Charpentier /  Andrés Schneiter hanno battuto in finale  Kepler Orellana /  Jimy Szymanski con il punteggio di 6–2, 6–3